# Jockey Club (Asunción)
El Hipódromo de Asunción (también conocido como Hipódromo de Tembetary o simplemente Jockey Club) es un hipódromo que está ubicado en el barrio Hipódromo (anteriormente esta zona pertenecía al barrio Tembetary, por lo que se le conocía como "Hipódromo de Tembetary"), en la ciudad de Asunción, Paraguay. El hipódromo pertenece al Jockey Club del Paraguay.
En el Hipódromo de Asunción (que es el único hipódromo que existe en Paraguay) se disputan las competencias todos los domingos desde mediados de febrero hasta fines de diciembre.

## Historia
El Hipódromo de Asunción fue inaugurado un 18 de setiembre de 1954, aproximadamente 3 años después de que el Jockey Club del Paraguay se fundara.

## Pista
La pista principal de carreras, que tiene una forma de elipse, es de arena arcillosa con tinte rojizo. Tiene una extensión de 1.810 metros de largo, por 20 metros de ancho, con una recta de 450 metros desde el codo final hasta la llegada.

## Conciertos
En los últimos años se convirtió en una sala de conciertos populares. Entre los primeros actos fue Pilsen Rock, un festival de rock con artistas nacionales e internacionales. Debido a su gran capacidad, es un buen escenario para los artistas que visitan esta ciudad, en el 2005 por ejemplo llegó a juntar un poco más de 78.000 personas en el mítico concierto Pilsen Rock II con grupos como Rata Blanca, Os Paralamas do Sucesso, Los Auténticos Decadentes, la banda nacional Flou, entre otros. Fue uno de los festivales de rock más grandes del Paraguay. 

Esta es una lista parcial de los artistas.